# Andrés Hernández Hernández
Andrés Alejandro Hernández Hernández (nacido el 21 de abril de 1993) es un futbolista profesional venezolano que juega como mediocampista defensivo  en el Deportivo Miranda Fútbol Club de la Segunda División de Venezuela.

## Trayectoria
Hernández se unió al equipo Sub-17 de San Agustín FC y ayudó al club a ganar campeonatos consecutivos en 2009 y 2010. Después de una exitosa carrera por el campeonato, Hernández se unió al Deportivo La Guaira, entonces conocido como Real Esppor Club, y ayudó al equipo Sub-20 a ganar campeonatos consecutivos en 2011 y 2012. Debutó con el club en 2012, disputó la Copa Venezuela y marcó un gol. En 2014, se mudó a Portuguesa de la Segunda División venezolana, ayudando a Portuguesa a ganar la liga para asegurar el ascenso a la Primera División venezolana. Pasó cuatro años con Portuguesa antes de transferirse a IK Frej de la Superettan sueca. No disputó un partido del primer equipo en Suecia, traspasando al CAI de La Chorrera de la Liga Panameña de Fútbol. Después de una temporada en Panamá, Hernández regresó a Venezuela y jugó dos temporadas con Aragua en 2020 y 202. El 9 de abril de 2022, Hernández firmó con el club Chattanooga Red Wolves de la USL League One. A finales del 2022 fue anunciado como nuevo jugador del Zamora FC. El 30 de junio de 2023 fue anunciado como nuevo jugador del Deportivo Miranda Fútbol Club.

## Clubes
| Club                      | País           | Año         |
| ------------------------- | -------------- | ----------- |
| Deportivo La Guaira       | Venezuela      | 2012 - 2013 |
| Portuguesa FC             | Venezuela      | 2014 - 2018 |
| IK Frej Täby              | Suecia         | 2019        |
| CA Independiente          | Panamá         | 2019        |
| Aragua FC                 | Venezuela      | 2020 - 2021 |
| Chattanooga Red Wolves SC | Estados Unidos | 2022        |
| Zamora FC                 | Venezuela      | 2023        |
| Deportivo Miranda         | Venezuela      | 2023 - act. |

## Palmarés

### Títulos nacionales
| Título           | Club          | País      | Año     |
| ---------------- | ------------- | --------- | ------- |
| Segunda División | Portuguesa FC | Venezuela | 2013-14 |